# Septotextulariinae
Septotextulariinae es una subfamilia de foraminíferos bentónicos de la familia Textulariidae, de la superfamilia Textularioidea, del suborden Textulariina y del orden Textulariida. Su rango cronoestratigráfico abarca desde el Mioceno medio hasta la Actualidad.

## Clasificación
Septotextulariinae incluye al siguiente género:
- Septotextularia †

Otros género asignado a Septotextulariinae y clasificado actualmente en otra familia es: 
- Colomita †, ahora en la familia Eggerellidae